# Saint-Léger-en-Bray
Saint-Léger-en-Bray – miejscowość i gmina we Francji, w regionie Hauts-de-France, w departamencie Oise.
Według danych na rok 1990 gminę zamieszkiwało 301 osób, a gęstość zaludnienia wynosiła 68 osób/km² (wśród 2293 gmin Pikardii Saint-Léger-en-Bray plasuje się na 699. miejscu pod względem liczby ludności, natomiast pod względem powierzchni na miejscu 930.).